# Туринская обсерватория
Туринская обсерватория, Обсерватория Пино Торинезе (итал. Osseratorio astronomico di Torino) — астрономическая обсерватория, относящаяся к Национальному институту астрофизики Италии (INAF). Обсерватория расположена на холме в городе Пино Торинезе в Италии. Дата основания обсерватории — 1759 год. В 1913 году обсерватория переехала на новое место. Старое место получило код обсерватории «475». В обсерватории работал Винченцо Цаппала.

## Астероиды, открытые в Туринской обсерватории
| Название        | Дата открытия   | Первооткрыватель(и)                    |
| --------------- | --------------- | -------------------------------------- |
| 1107 Ликтория   | 30 марта 1929   | Луиджи Вольта                          |
| 1115 Сабауда    | 13 декабря 1928 | Луиджи Вольта                          |
| 1191 Альфатерна | 11 февраля 1931 | Луиджи Вольта                          |
| 1238 Предаппия  | 4 февраля 1932  | Луиджи Вольта                          |
| 1332 Маркония   | 9 января 1934   | Луиджи Вольта                          |
| (30768) 1983 YK | 29 декабря 1983 | Джузеппе Массоне и Джованни де Санктис |